# 8113 Matsue
8113 Matsue eller 1996 HD1 är en asteroid i huvudbältet som upptäcktes den 21 april 1996 av de båda astronomerna, japanen Hiroshi Abe och den skotts-australiensiske Robert H. McNaught i Yatsuka. Den är uppkallad efter den japanska staden Matsue.
Asteroiden har en diameter på ungefär 3 kilometer.